# Autry-le-Châtel
Autry-le-Châtel é uma comuna francesa na região administrativa do Centro, no departamento Loiret. Estende-se por uma área de 51,06 km². Em 2010 a comuna tinha 993 habitantes (densidade: 19,4 hab./km²).